# Toyota Grand Prix of Monterey 1995
Toyota Grand Prix of Monterey 1995 var ett race som var den sjuttonde och avslutande deltävlingen i PPG IndyCar World Series 1995. Racet kördes den 9 oktober på Laguna Seca i Monterey, Kalifornien. Gil de Ferran tog sin första seger i CART i den avslutande tävlingen under hans debutsäsong. Jacques Villeneuve garanterade sig själv mästartiteln, även om Al Unser Jr. sedermera fick tillbaka sin tidigare fråntagna vinst i Portland. Det var den sista unifierade startfältet inom amerikansk formelbilsracing tills Homestead i IndyCar Series. 2008.

## Slutresultat
| Plats | Förare                 | Team                     | Grid | Kvaltid  |
| ----- | ---------------------- | ------------------------ | ---- | -------- |
| 1     | Gil de Ferran          | Jim Hall Racing          | 3    | 1.10,208 |
| 2     | Paul Tracy             | Newman/Haas Racing       | 8    | 1.10,762 |
| 3     | Maurício Gugelmin      | PacWest Racing           | 6    | 1.10,585 |
| 4     | Michael Andretti       | Newman/Haas Racing       | 12   | 1.11,006 |
| 5     | Scott Pruett           | Patrick Racing           | 5    | 1.10,541 |
| 6     | Al Unser Jr.           | Marlboro Team Penske     | 14   | 1.11,017 |
| 7     | Bobby Rahal            | Rahal-Hogan Racing       | 11   | 1.10,971 |
| 8     | Jimmy Vasser           | Chip Ganassi Racing      | 7    | 1.10,650 |
| 9     | Teo Fabi               | Forsythe Racing          | 4    | 1.10,527 |
| 10    | Adrián Fernández       | Galles Racing            | 15   | 1.11,231 |
| 11    | Jacques Villeneuve     | Team Green               | 1    | 1.09,625 |
| 12    | Raul Boesel            | Rahal-Hogan Racing       | 13   | 1.11,008 |
| 13    | Juan Manuel Fangio II  | PacWest Racing           | 19   | 1.11,836 |
| 14    | Stefan Johansson       | Bettenhausen Motorsports | 18   | 1.11,771 |
| 15    | Robby Gordon           | Walker Racing            | 16   | 1.11,303 |
| 16    | Emerson Fittipaldi     | Marlboro Team Penske     | 20   | 1.12,074 |
| 17    | Parker Johnstone       | Comptech Racing          | 10   | 1.10,943 |
| 18    | Carlos Guerrero        | Dick Simon Racing        | 22   | 1.12,556 |
| 19    | Fredrik Ekblom         | A.J. Foyt Enterprises    | 21   | 1.12,509 |
| 20    | Alessandro Zampedri    | Payton/Coyne Racing      | 24   | 1.12,962 |
| 21    | Domenico Schiattarella | Project Indy             | 25   | 1.13,015 |
| 22    | Hiro Matsushita        | Arciero-Wells Racing     | 26   | 1.13,216 |
| 23    | Marco Greco            | Galles Racing            | 23   | 1.12,843 |
| 24    | Christian Fittipaldi   | Walker Racing            | 17   | 1.11,331 |
| 25    | Bryan Herta            | Chip Ganassi Racing      | 2    | 1.09,992 |
| 26    | André Ribeiro          | Tasman Motorsports       | 9    | 1.10,855 |